# Борислав Цимеша
Борислав Цимеша (Цетиње, 1953) црногорски је књижевник и публициста. 
У Србији је углавном познат по скандалу у Министарству културе Црне Горе, где је Србију назвао „највећим крвником Црне Горе”, као и због сталних напада на канонску Српску православну цркву.
Добитник је Новембарске награде Цетиња за 2016. годину.

## Дела
- Уочи јутра (1982)
- Против хронометра (1986)
- Ровачка република (2001)
- Цетињски водовод (2001)
- Црногорски свеци, славе и обичаји (2005)
- Марко Вујовић и слике једног времена (2013)
- За право и статус црногорске православне цркве (2014)
- С оне стране живота (2015)
- Доба страдања (2016)
- Обод споменик глобализације (2017)
- Мостови црногорско-хрватске сарадње (2017)
- Народно позориште Зетски дом (2019)[3]